# 第二代諾森伯蘭伯爵亨利·珀西
亨利·珀西（英語：Henry Percy, 2nd Earl of Northumberland，1393年2月3日—1455年5月22日），第二代諾森伯蘭伯爵，玫瑰戰爭期間的蘭開斯特軍領袖之一。
他是「熱刺」亨利·珀西之子，母親伊莉莎白·莫蒂默是安特衛普的萊昂內爾的外孫女。亨利·珀西於1455年爆發的第一次聖奧爾本斯戰役中陣亡，死後葬在聖奧爾本斯座堂。

## 家庭
亨利·珀西的妻子是威斯摩蘭伯爵拉爾夫·內維爾的女兒埃莉諾，兩人共有4子2女：
1. 亨利·珀西（1421年—1461年）
2. 托馬斯·珀西（英语：Thomas Percy, 1st Baron Egremont）（1422年—1460年）
3. 凱瑟琳·珀西（1423年—約1475年）
4. 拉爾夫·珀西（1425年—1464年）
5. 威廉·珀西（1428年—1462年）
6. 安妮·珀西（？年—1522年）